# Gebr. Wiemann

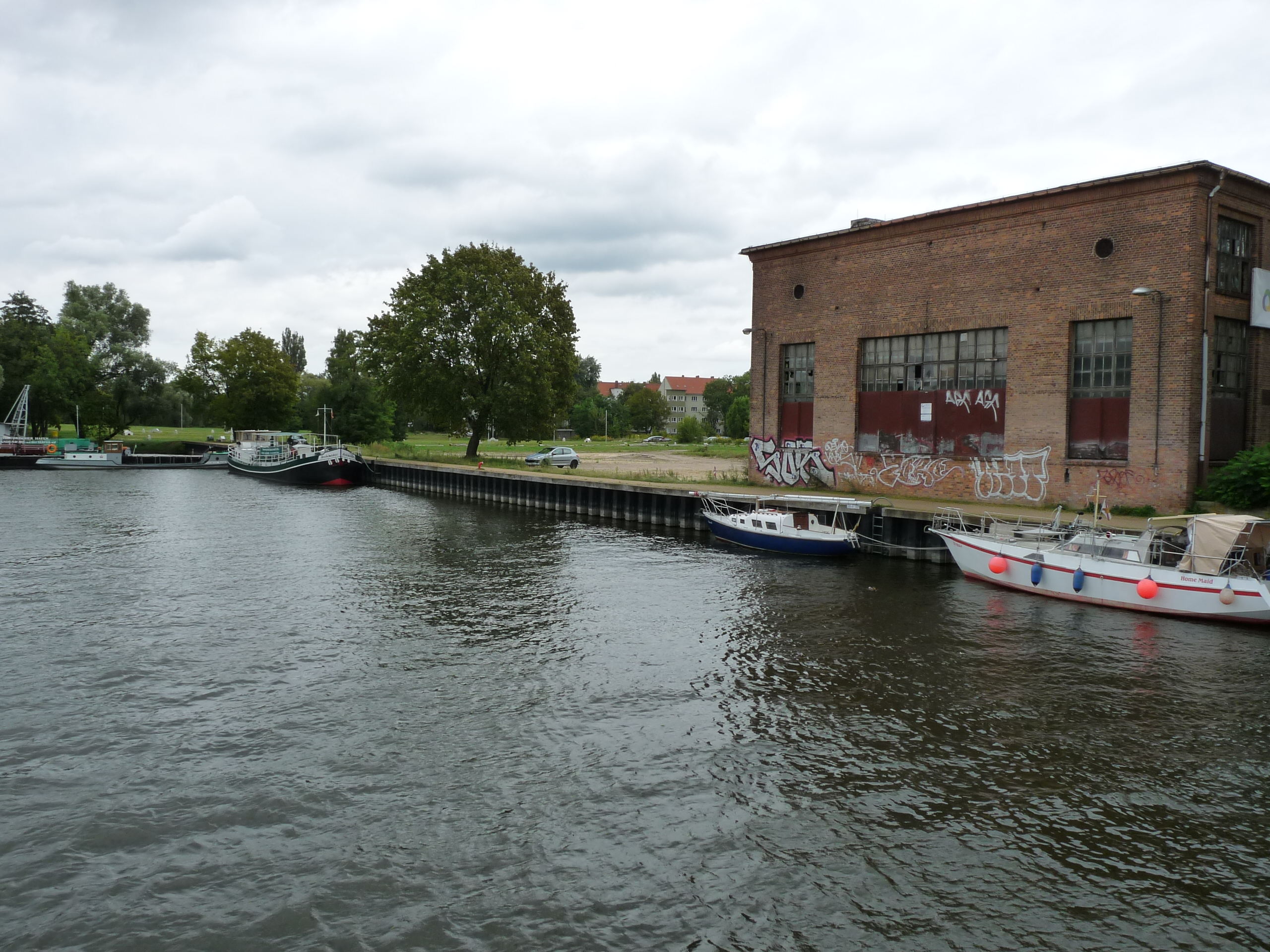
Das Gelände der ehemaligen Werft der Gebr. Wiemann in Brandenburg an der Havel August 2011 mit dem historischen Hafen.

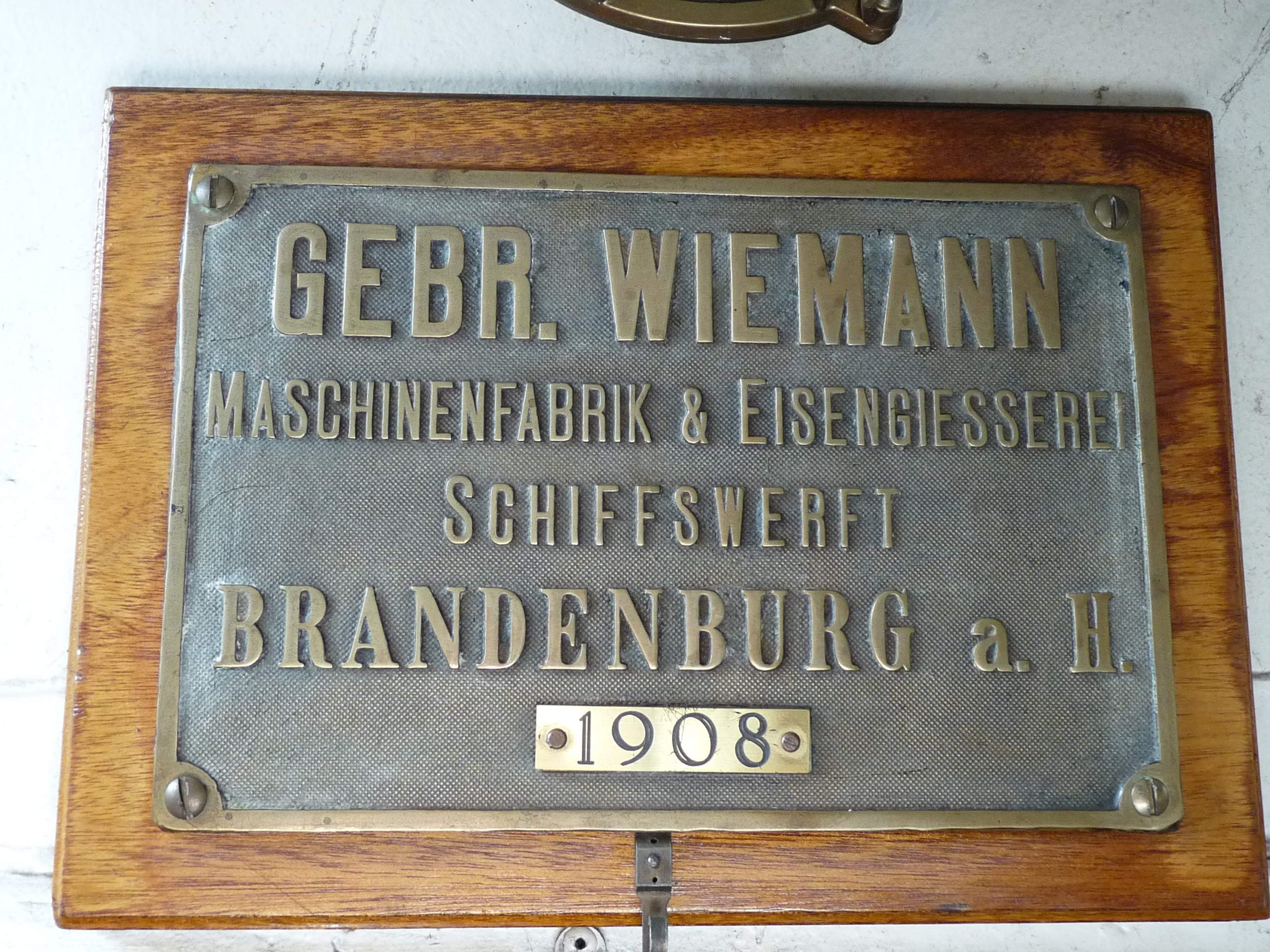
Firmenplakette an der Dampfmaschine des Schleppers Gustav

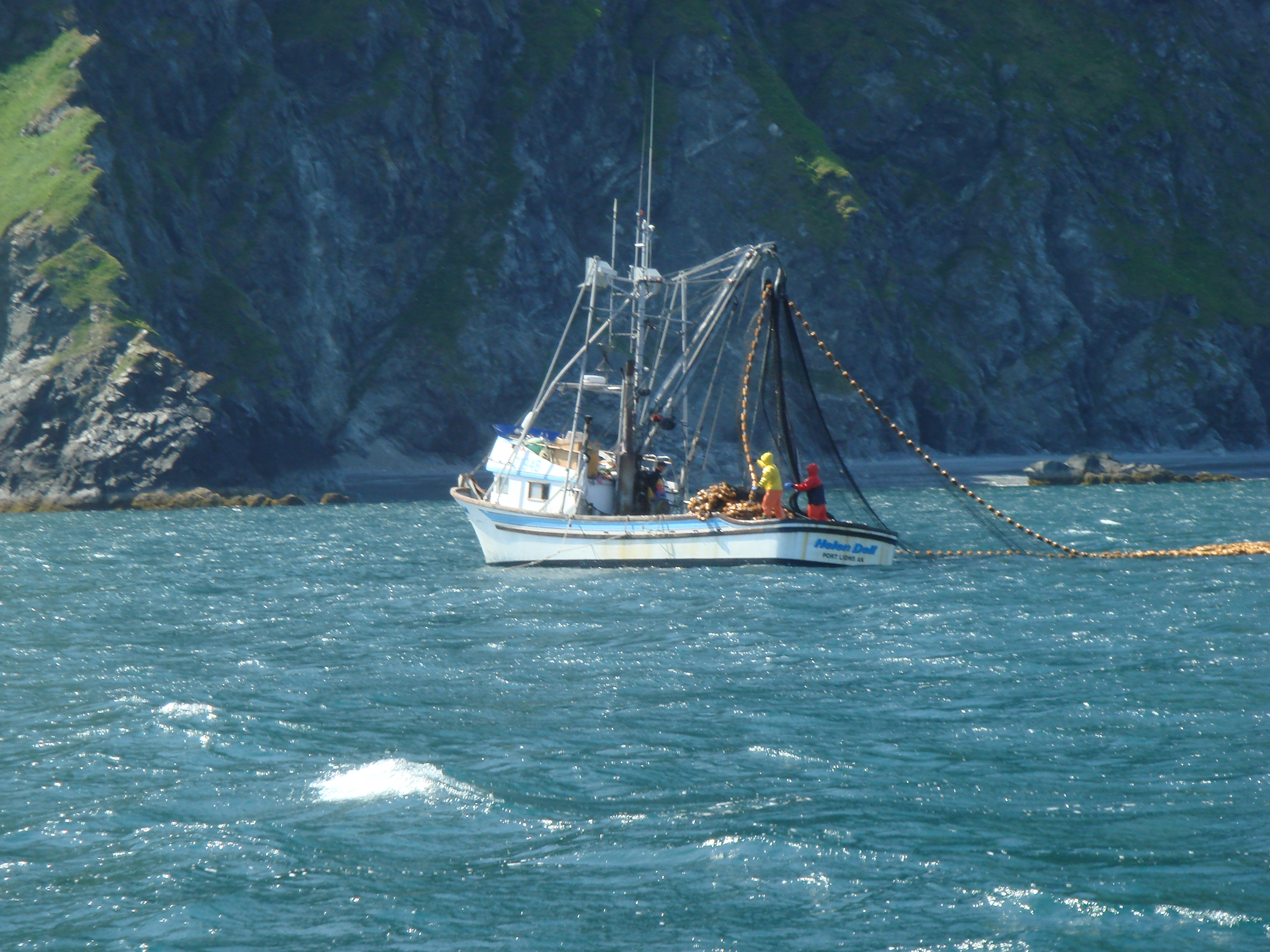
Seiner für Ringwadenfischerei

Das Unternehmen Gebr. Wiemann betrieb von 1867 bis in die 1940er Jahre eine Schiffswerft, Eisengießerei und Maschinenfabrik in Brandenburg an der Havel.

## Geschichte
Gegründet wurde das Unternehmen am 1. März 1867 von Carl Wiemann als kleine Schlosserei in Brandenburg. Am 1. Juli 1877 trat der Bruder des Firmengründers, der Tuchmacher Wilhelm Wiemann, als Teilhaber in das Unternehmen ein. Die jetzt als Gebr. Wiemann firmierende Werft beschäftigte sich in der Hauptsache mit dem Bau von Binnenschiffen für die lokale Ziegelindustrie, aber auch mit dem Bau von kleinen Seeschiffen. Auf der Werft wurden ebenfalls umfangreiche Reparaturen an Ewern und Binnenschiffen durchgeführt. Das Unternehmen beschäftigte zu seiner Blütezeit, etwa zu Beginn des Ersten Weltkriegs etwa 500 Mitarbeiter und zählte damit schon zu den größeren deutschen Schiffsbauunternehmen. Wenn das Hauptgeschäftsfeld auch auf kleineren und Binnenfahrzeugen lag, so wurden zwischen den Weltkriegen eine Reihe von Küstenfrachtern gebaut. Nach dem Ende des Zweiten Weltkriegs ging das Unternehmen im VEB Volkswerft „Ernst Thälmann“ auf. Die Werft nahm am 1. Oktober 1946 den Neubau von Schwarzmeer-Seinern auf und lieferte entsprechende Pläne an den VEB Schiffswerft „Edgar André“ in Magdeburg, die im Jahr darauf mit dem Bau typgleicher Schiffe begann. Von 400 Beschäftigten im Jahre 1948 vergrößerte sich die Mitarbeiterzahl bis 1954 auf 2200. 1962 kam jedoch der Regierungsbeschluss, den Werftbetrieb wegen der beengten Lage in der Stadt, des fehlenden Bahnanschlusses und zur Aufstockung der dringend im VEB Stahl- und Walzwerk Brandenburg benötigten Arbeitskräfte einzustellen. Das Konstruktionsbüro wurde zunächst noch als Forschungs- und Entwicklungsstelle der VEB Schiffswerft „Edgar André“ weitergeführt und diente danach zur Entwicklung schiffbaulicher Rationalisierungsmittel. Der vormals angegliederte Betriebsteil Plaue wurde vom VEB Schiffsreparaturwerften Berlin übernommen.
In der Werft wurden in etwa 15 Jahren bis 1962 367 Schiffe, darunter 291 Seeschiffe, wie Seiner, Logger, Kutter und Seeschlepper gebaut.

## Die Schiffe der Werft (Auswahl)
| Präfix  | Name        | Baujahr | ehem. Namen | Bemerkungen / verschrottet / umgebaut / verkauft / Verbleib | Bild                   |
| ------- | ----------- | ------- | --- | --- | ---------------------- |
| DS      | Lina Marie  | 1901    | | Gebaut als Fischtransportdampfer. Der Frachtraum ist durch Längs- und Querschotts geteilt und ist über Durchlässe unterhalb der Wasserlinie geflutet, wodurch die lebend transportierten Fische mit Frischwasser versorgt wurden. |                        |
| DS      | Nordstern   | 1902    | | Dreifach-Expansionsdampfmaschine mit Kohlefeuerung, Länge: 26,37 m; Breite: 5,25 m; Einsatz als Fahrgastschiff, zugelassen für 50 Fahrgäste. Brandenburg an der Havel. |                        |
| DS      | Walter      | 1903    | | Baunummer 35. Zweifach-Expansionsdampfmaschine mit 140 PS, Länge: 22,5 m; Breite: 4,3 m; Tiefgang: 1,45 m; erster Eigner: A. Bittkow in Dorotheenhof, ab 1913 bei August Krankow in Woltersdorf, ab 1916 ZEG Berlin, umbenannt in Warnow und als Kriegsschlepper 1916 durch rumänische Truppen versenkt. Nach der Hebung Einsatz bei der Donau-Wachflotte, nach dem Krieg zurückgekehrt nach Deutschland. Schicksal bis 1945 ungeklärt, danach bei Georg bzw. H. Schneider in Streitberg als Hedwig, nach dem Tod des letzten Eigners 1962 in einem Altwasserarm bei Streitberg abgestellt. Noch als Wrack vorhanden. Es gibt allerdings auch die Theorie, die Hedwig ex Walter sei schon 1894 in Bromberg gebaut worden. |                        |
| DS / MS | Tümmler     | 1904    | | zweizylindrige Dampfmaschine / Schiffsdieselmotor des Typs SKL 8 NVD 36 |                        |
| DS      | Anne-Marie  | 1906    | | Gebaut für die Reederei Weiße & Schmidt, Tiefwerder. |                        |
| DS      | Wera        | 1907    | | Gebaut für Otto Busch, Spandau. |                        |
| MS      | Amor        | 1907    | ex. Iltis (bis 1940); ex. Niederbarnim (bis 1958);                                                                              | Umbau von DS auf MS 1958 in Berlin, früherer Liegeplatz Lessingbrücke, lag später ein paar Jahre dem Wrack nahe am Nordufer des Teltowkanals in Berlin-Grünau (ehemals Kiesverladestelle), seit 2012 Liegeplatz in der Brandenburger Niederhavel, ab 2015 im Silokanal, früheres Betonwerk, vor 1945 Opelwerk Brandenburg. Anfang September 2015 wurde bekannt, dass das Schiff abgebrochen wird. | Sommer 2013 · 2015     |
| DS      | Gustav      | 1908    | Auguste | in Fahrt in Potsdam Haveldampf-Schiffahrt |                        |
| DS      | Seima       | 1908    | ex. Erwin (bis 1928); ex. Martha-Frieda (bis unbek.); ex. Freiheit (bis 1947)                                                   | Einsatzfähig, letzter bekannter Eigner: Deutsche Binnenreederei AG | Seima 2023             |
| DS      | Fortuna     | 1909    | ex. Max (1909 bis unbek.); ex. Migard (1928 bis unbek.); ex. Zufall(1937 bis unbek.); ex. Helgoland (1943 bis 1974)             | Der Dampfschlepper liegt heute trocken als Museumsschiff am Ufer des Oberwassers des Schiffshebewerks Henrichenburg in Waltrop. |                        |
| DS      | Fontane     | 1910    | | |                        |
| DS      | Luise       | 1910    | | Die Luise mit der Baunummer 121 hat eine Wasserverdrängung von 40 Tonnen. Die Dampfmaschine ist durch einen 80 PS leistenden Vierzylinder-Viertakt-Dieselmotor des Typs EM 4-20 (IFA S4000) ausgetauscht worden. Sie ist 16,5 m lang, 3,8 m breit und hat einen Tiefgang von 1,4 m. Luise befindet sich im Besitz des Historischer Hafen Brandenburg a. d. Havel e. V. und liegt vertäut vor ihrem ehemaligen Ausrüstungskai der Wiemann-Werft Brandenburg an der Havel. |                        |
| DS      | August      | 1910    | | Der Dampfschlepper liegt heute als Museumsschiff am Ufer des Haren-Rütenbrock-Kanals im Schifffahrtsmuseum in Haren (Ems). |                        |
| DS      | Elbe        | 1911    | | Letzter Flussdampfeisbrecher in Deutschland, im Einsatz als Fahrgastschiff mit Zulassung für 150 Personen. Gebaut für die Preußische Elbstromverwaltung, eingesetzt auf der Oberelbe, bis 1972 im Dienst. Wird heute vom Förderverein Dampfeisbrecher Elbe e. V. betrieben. Zweifachexpansionsdampfmaschine mit 230 PS. Zweiflammenrohrkessel Christiansen und Meyer Hamburg Bj. 1930. Länge Schiff 30,30 m Breite 6,50 m Tiefgang 2,10 m |                        |
| MS      | Havelblick  | 1914    | ex. Werner (bis 1922); ex. Tirpitz (bis 1945); ex. Rheingold (bis 1959); ex. Seehaupt (bis 1972); ex. Reinickendorf (bis 2023); | Umbau 1959 zum MS; in Fahrt Reederei Lüdicke Berlin | noch als Reinickendorf |
| DS      | Sachsenwald | 1914    | | Schleppdampfer mit Personenbeförderung; Technisches Denkmal; Dreifachexpansionsdampfmaschine; Länge: 25,00 m; Breite: 5,50 m; Tiefgang: 1,10 m; 220 PS |                        |
| MS      | Uwe         | 1914    | Fürstenberg | Baunummer 180; Frachtdampfer; 3Zyl-Dreifachexpansionsdampfmaschine; Länge: 52,30 m; Breite: 6,65 m; Tiefgang: 2,70 m; 220 PS. 1975 von Frachtschiff auf der Elbe gerammt, Wrackreste liegen bei Blankenese am Strand. Position Wrack der Uwe |                        |
| DS      | Poseidon    | 1925    | Schneewittchen | Die 32 m lange und 5,8 m breite Poseidon wurde 1925 für die Reederei Kieck gebaut. Ein Jahr nach der Indienststellung erhielt sie von den Stettiner Oderwerken einen geschlossenen Decksalon aufgesetzt, der einen Winterbetrieb mit 500 Fahrgästen ermöglichte. 1958 war die Poseidon einer von sechs Personendampfern, die in Berlin (West) noch in Betrieb waren. Am 15. Juni 1969 wurde die Poseidon, die sich damals im Besitz der Reederei Winkler befand, in der Sacrower Enge auf der Havel von einem Hamburger Tankschiff gerammt. Von den 145 Passagieren an Bord wurden 43 Personen verletzt. Die Poseidon wurde so schwer beschädigt, dass die Reederei das Wrack daraufhin verschrotten ließ.                |                        |
| DS      | Saaleck     | 1925    | | Eigner: Reederei der Saale-Schiffer; Länge: 40,28 m; Breite: 5,25 m; 280 PS; 1945 an die Sowjetunion übergeben. |                        |
| DS      | Pilot       | 1928    | | Fendel und Fendel, Niederheimbach, in Fahrt |                        |
| MS      | Jupiter     | 1928    | | Baunummer 235, Frachter, gebaut unter dem Namen Urian für G. L. Toepfers Söhne in Maltsch; Länge: 51,3 m; Breite: 5,9 m; 120 PS. Ab 1934 als Columbus in Eldena, ab 1997 als Jupiter bei G. Becker in Berlin und Datteln, 2012 abgewrackt. |                        |
| MS      | Kreuz As    | 1929    | | Umbau von DS auf MS 1957/58; Umbau 1982 in Haren (Ems); in Fahrt Reederei Roderich Wolff Berlin |                        |
| MS      | Box         | 1936    | | Eisbrecher, 45 BRT, 120 t, 21,5 m lang, 5,3 m breit, 375 PS, 10,5 kn, Unternehmen Seelöwe, 1945 an GB |                        |
| DS      | Andreas     | 1944    | | Zurzeit (2015) nicht fahrbereit, Historischer Hafen Berlin. |                        |